# Iris Duquesne
Iris Duquesne es una activista climática francesa originaria de Burdeos. El 23 de septiembre de 2019 presentó una denuncia contra Francia, Alemania, Argentina, Brasil y Turquía. Junto con otros quince jóvenes de todo el mundo, incluida Greta Thunberg, denunciaron la inacción de los líderes sobre el plan climático como una infracción de la convención de la ONU sobre los derechos del niño.
Se unió en California a «Heirs to our Oceans», una ONG para la conservación de los océanos que reúne a decenas de miles de jóvenes. Por otro lado, Iris Duquesne presta atención al reciclaje.

Durante mucho tiempo se dijo que los adultos tienen cosas que enseñar a los niños. Es hora de darnos cuenta de que también tenemos cosas que enseñar a los adultos.

Es representante de Sorry Children en EE. UU. desde 2019.